# Рижская эстакада
Ри́жская эстака́да — двойная эстакада в составе Третьего транспортного кольца Москвы. Соединяет Сущёвский вал и Гаврикову улицу. Восточный участок (собственно Рижская эстакада) сооружён в 1975 году, западный (имеющий собственное название — Новорижский путепровод) — в 1999 году.
Восточный участок был построен в 1975 году (инженер А. Б. Друганова, архитектор К. Н. Яковлев) и соединял проспект Мира с районом Сокольников, проходя над железнодорожными путями Октябрьской железной дороги и Ярославского направления МЖД. Длина восточной части Рижской эстакады с подходами — 1038 м, ширина — 39,5 м. Пролётные строения выполнены из железобетонных и металлических элементов.
В 1999 году была построена вторая часть эстакады (иногда её называют Новорижской) — продолжение через проспект Мира и Рижскую площадь до Сущёвского вала. Из возможных вариантов пересечения — тоннеля и эстакады — специалисты предпочли эстакаду, которая сдавалась в эксплуатацию в два этапа: 31 августа и 4 декабря 1999 года. Строительство эстакады потребовало частичного сноса грузового двора Рижского вокзала, камеры хранения и ряда других строений.

## Фотографии

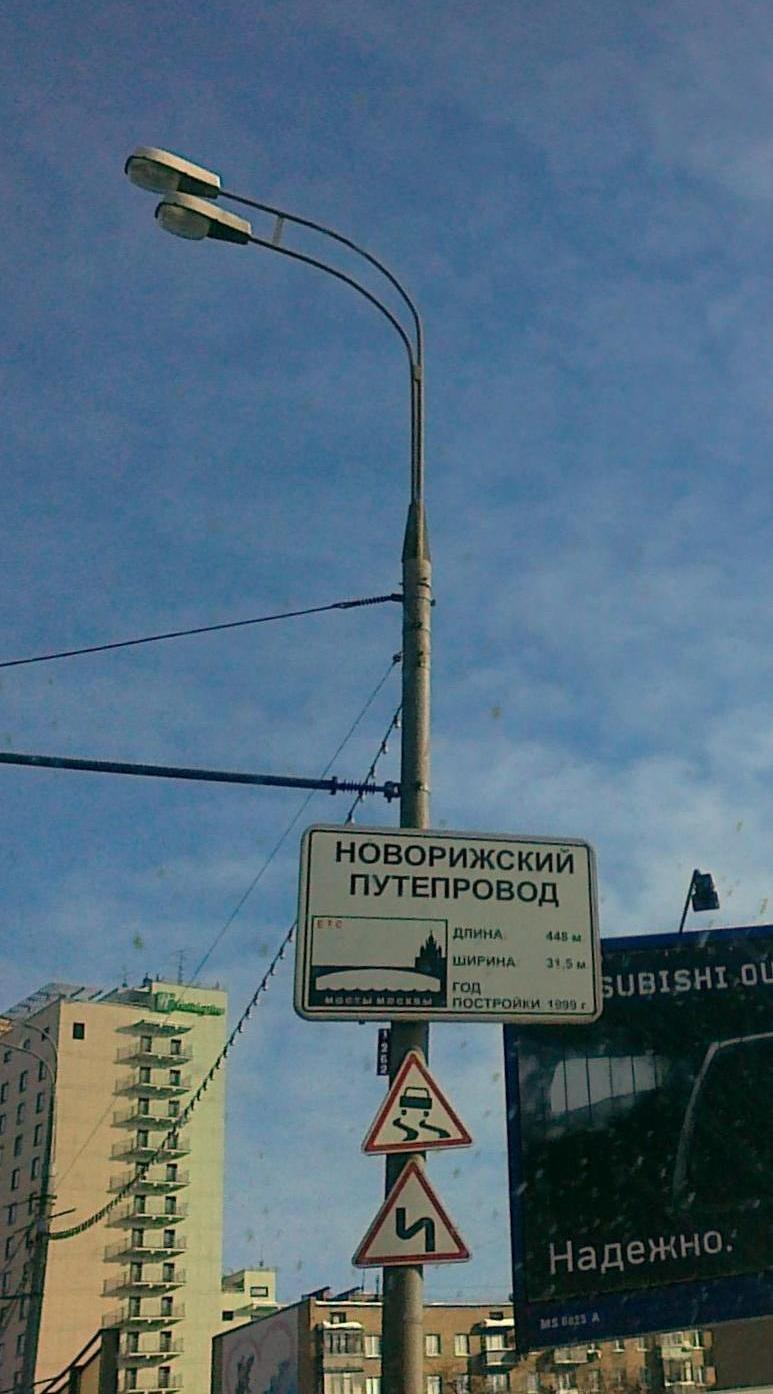
Новорижский путепровод. Технические данные
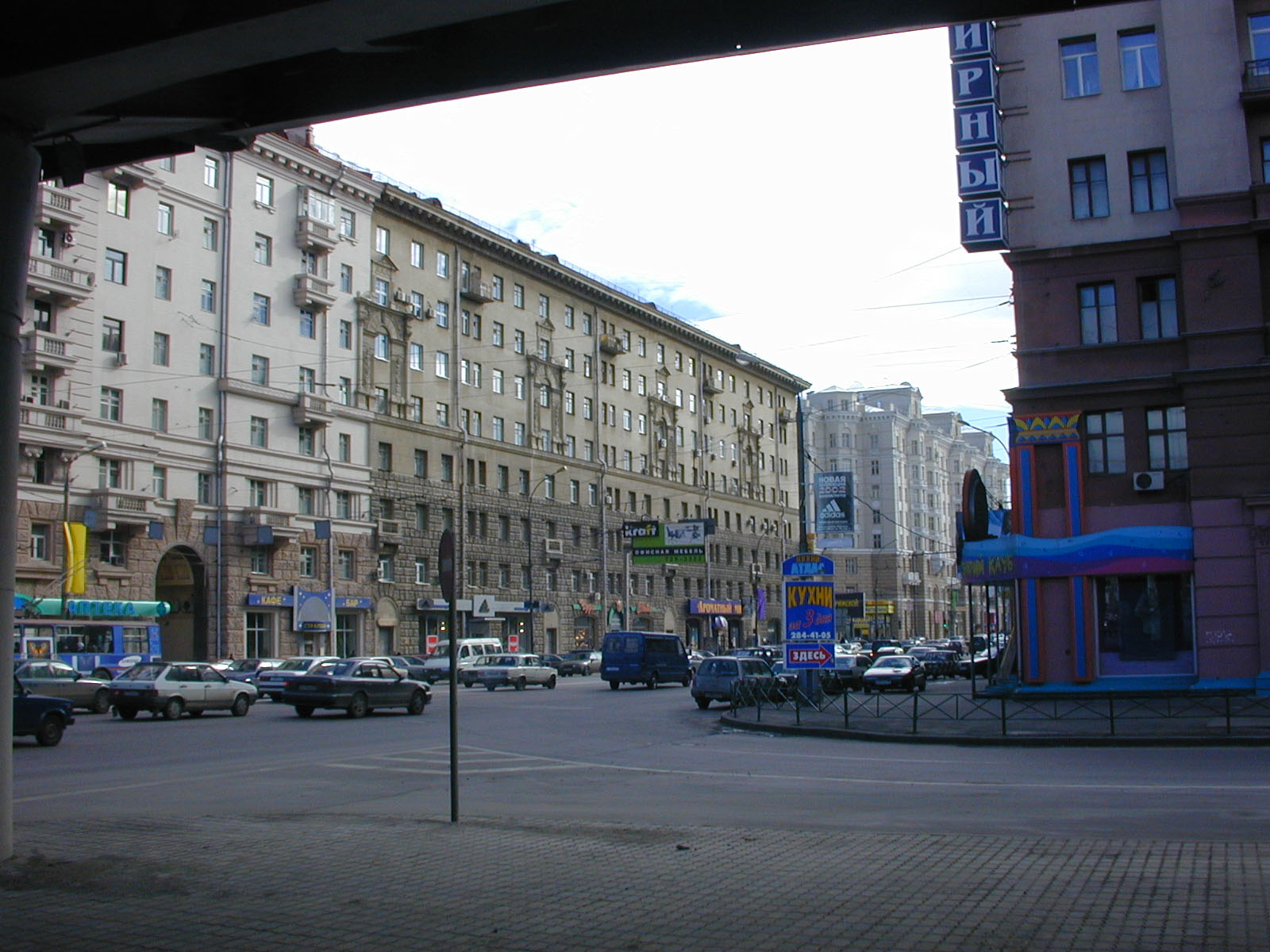
Вид из-под Новорижского путепровода на Проспект Мира
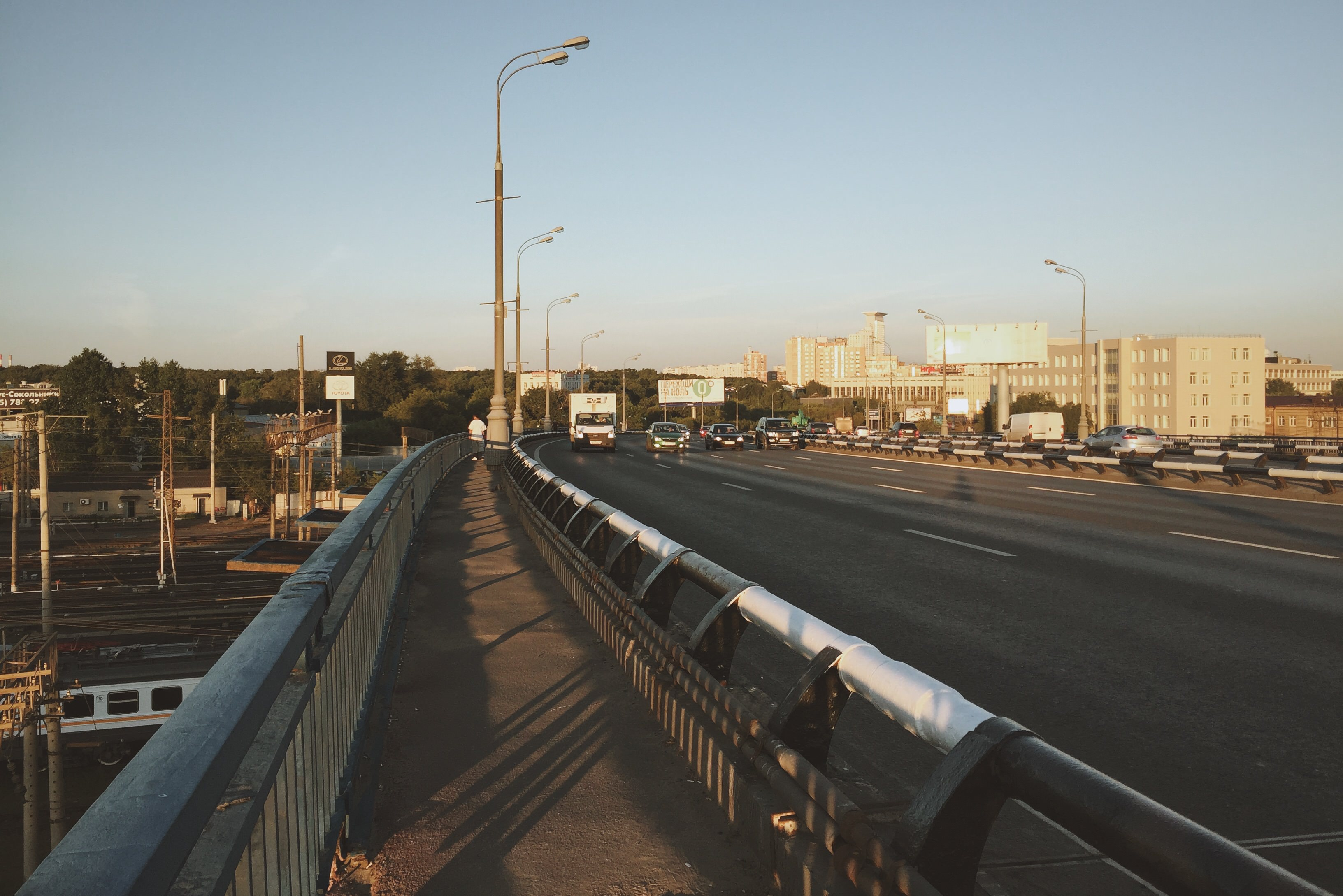
Рижская эстакада